# Metlapilcoatlus nummifer
Metlapilcoatlus nummifer is een giftige slang in de familie der adders (Viperidae) en de onderfamilie groefkopadders (Crotalinae).

## Naam en indeling
De wetenschappelijke naam van de soort werd voor het eerst voorgesteld door Eduard Rüppel in 1845. Oorspronkelijk werd de wetenschappelijke naam Atropos nummifer gebruikt. De slang werd later aan andere geslachten toegekend, zoals Teleuraspis, Lachesis, Bothrops en Porthidium. De soort behoorde lange tijd tot het geslacht Atropoides en wordt in de literatuur vaak onder de verouderde naam Atropoides nummifer vermeld.

## Uiterlijke kenmerken
De slang heeft een robuust lichaam en een korte staart. De maximale lengte van de slang bedraagt zo'n 80 centimeter. De meeste exemplaren worden echter niet langer dan 45 tot 65 centimeter. De kop is breed en zoals bij veel addersoorten pijlvormig. Van achter de ogen tot aan de nek loopt een brede zwarte streep. Het lijf van de slang is groen-grijs gekleurd met grote bruine vlekken op het midden van de rug. De buitenkant van de bruine vlekken hebben vaak een donkerbruine omlijning. De kin, keel en de buik zijn lichtbeige van kleur. Richting de staart zijn er vaak kleine donkere vlekken op de onderkant van de buik. Jonge slangen hebben een helder gele staartpunt welke ze bewegen als een worm om prooi zoals kikkers en hagedissen te lokken.

## Levenswijze
Zodra de slang zich bedreigd voelt voert de slang een indrukwekkende vertoning uit. Hij houdt zijn bek continu gericht op de indringer met de mond ver opengespreid. Als dit nog niet voldoende indruk geeft bijt de slang snel toe. In andere talen wordt de soort wel met 'springende adder' aangeduid. In tegenstelling tot wat de naam doet vermoeden kan de slang niet vliegen of springen. In het verleden dacht men zelfs dat deze slang zich zelf in de lucht lanceerde om het prooi of de indringer te bijten. De slang kan snel toehappen maar de afstand waarop de slang kan toeslaan is maximaal zijn halve lichaamslengte.
Metlapilcoatlus nummifer is zoals alle andere addersoorten een giftige slang. De slang is echter niet zo giftig als de meeste soorten en een beet levert vaak hevige pijnen en zwellingen op welke na enkele dagen weer verdwijnen maar is niet dodelijk. In tegenstelling tot andere addersoorten laat Metlapilcoatlus nummifer na een beet niet direct los maar maakt het dier kauwende bewegingen met de kaken.

### Voedsel
De meeste addersoorten hebben een fractie van een seconde nodig om toe te bijten, het gif in het prooi te spuiten en weer los te laten. Op deze manier lopen ze weinig kans op verwondingen. Metlapilcoatlus nummifer gebruikt echter een andere techniek: zodra hij namelijk toehapt laat hij zijn prooi niet meer los. Hierdoor is de kans op verwonding door bijtende, krabbende en tegenspartelende prooien een stuk groter. De vitale organen zoals de ogen worden op dat moment afgeschermd. Het voedsel van deze slang bestaat voornamelijk uit kleine zoogdieren, vogels, reptielen en kikkers.

### Voortplanting
De vrouwtjes zetten geen eieren af maar zijn eierlevendbarend; de jonge dieren worden levend geboren. Bij geboorte werpt de moeder 5 tot 30 jongen die een lichaamslengte hebben van ongeveer 19 centimeter.

## Verspreiding en habitat

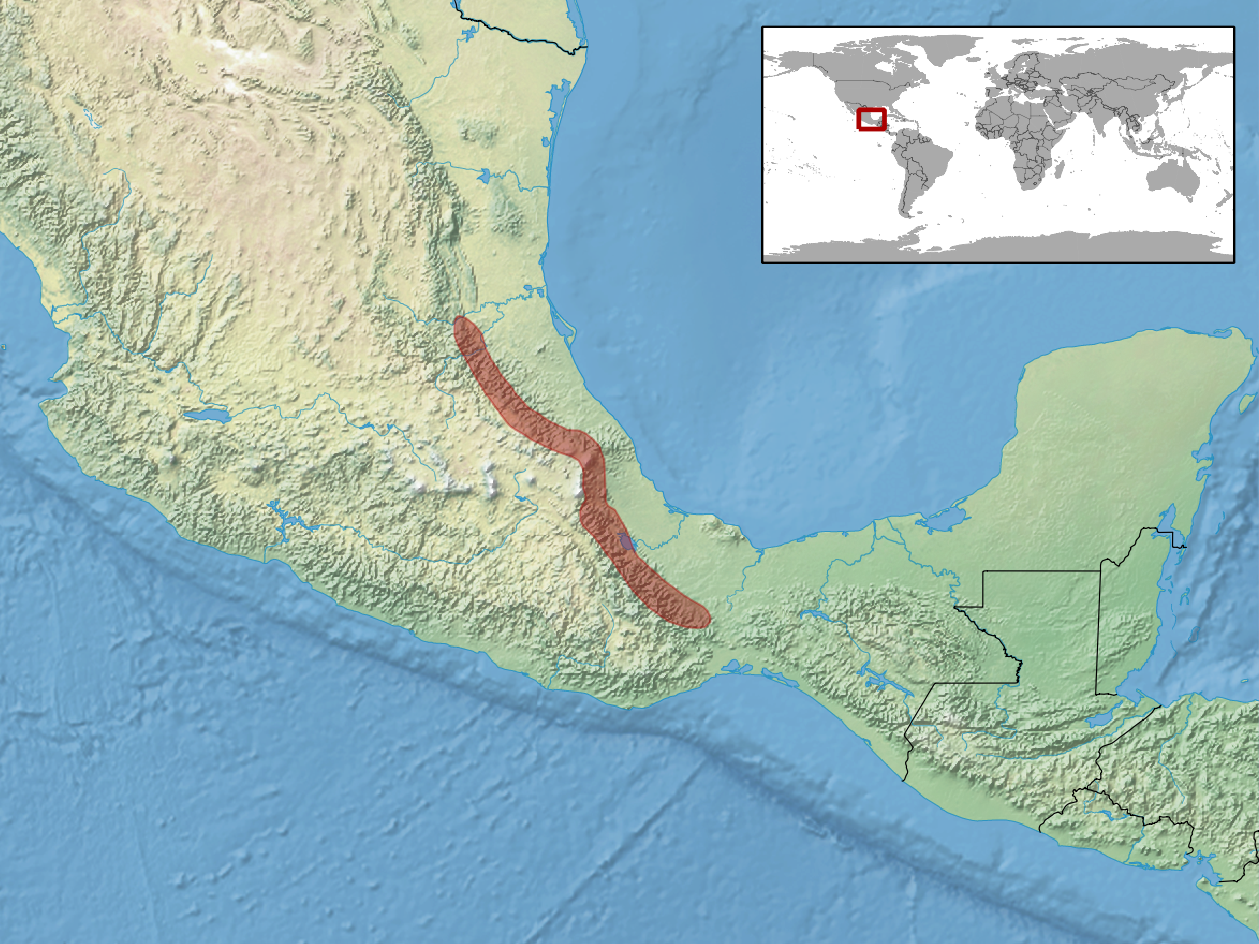
Verspreidingsgebied in het rood.

Metlapilcoatlus nummifer komt voor in Midden-Amerika en leeft endemisch in Mexico. De slang komt hier voor in de deelstaten San Luis Potosí, Oaxaca, Chiapas, Puebla, Veracruz en Hidalgo.
De habitat bestaat uit vochtige tropische en subtropische bossen, zowel in laaglanden als in bergstreken. Ook in door de mens aangepaste streken zoals plantages kan de slang worden gevonden. De slang kan worden aangetroffen tot op een hoogte van ongeveer 1600 meter boven zeeniveau.

## Beschermingsstatus
Door de internationale natuurbeschermingsorganisatie IUCN is de beschermingsstatus 'veilig' toegewezen (Least Concern of LC).